# José Medina Echavarría
José Medina Echavarría (Castelló de la Plana, 25 de desembre de 1903 - Santiago de Chile, 13 de novembre del 1977) és considerat un dels grans sociòlegs valencians.

## Biografia
De jove va cursas els seus primers estudis a l'institut Luís Vives, en aquest va conèixer a José Gaos i Max Aub, després de passar la seua infància a Castelló i Barcelona.
Nascut a Castelló de la Plana, va doctorar-se en dret a la Universitat Central de Madrid el 1929.Durant aquesta època va fer-se conscient dels problemes relacionats en el fascisme i va apostar per una concepció del dret basada en un punt de vista mès participativa. Treballà com a lletrat al Congrés dels Diputats durant la Segona República Espanyola el 1932, i va obtenir la plaça de catedràtic de filosofia del dret a la Universitat de Múrcia el 1935.
Entre 1939 i 1946 va exiliar-se a Mèxic i durant aquest període va dedicar-se a la divulgació de les teories sociològiques alemanyes. Allà fou docent a la UNAM, va col·laborar en diverses publicacions i es va incorporar al Colegio de México, des d'on va dirigir la revista Jornadas entre 1943 i 1945. El 1946 viatjà a Bogotá, on fou professor visitant a la Universitat Nacional de Colòmbia. Posteriorment fou professor a la Universitat de Rio Piedras (Puerto Rico), fins que el 1952 s'establí a Xile. Allí hi treballà en la "Comisión Económica para América Latina y el Caribe" (CEPAL). El 1957 s'integrà a la Facultad Latinoamericana de Ciencias Sociales com un dels tres experts designats per la UNESCO, i va ser (1958-1959) el primer director de la nounada"Escuela Latinoamericana de Sociología".

## Obres
Selecció
- La situación presente de la filosofía jurídica (1935)
- Introducción a la sociología contemporánea (1936)[1]
- La cátedra de Sociología (1939)
- Panorama de la sociología contemporánea (1940)
- Sociología: Teoría y técnica (1941)
- ¿Filosofía del derecho? (1942)
- Prólogo al estudio de la guerra (1943)
- Responsabilidad de la inteligencia (1943)
- Consideraciones sobre el tema de la paz (1945)
- Aspectos Sociales del desarrollo económico en América Latina (1959)
- Consideraciones sociológicas sobre el desarrollo económico de América Latina (1963)
- Filosofía, educación y desarrollo (1967)
- Discurso sobre política y planeación (1972)
- Col·laborador de Cuadernos americanos a la secció "España en el destierro".[3]
- Primer traductor a l'espanyol d'Economia i societat de Max Weber[3]